# Ozhukarai
Ozhukarai är en västlig förort till Puducherry, i unionsterritoriet Puducherry. Folkmängden uppgick till 300 104 invånare vid folkräkningen 2011, vilket gör den till unionsterritoriets folkrikaste stad.